# Aartsbisdom San José de Costa Rica
Het aartsbisdom San José de Costa Rica (Latijn: Archidioecesis Sancti Iosephi in Costarica) is een rooms-katholiek aartsbisdom met als zetel San José, de hoofdstad van Costa Rica.  De aartsbisschop van San José de Costa Rica is metropoliet van de kerkprovincie San José de Costa Rica waartoe ook de volgende suffragane bisdommen behoren:
- Bisdom Alajuela
- Bisdom Cartago
- Bisdom Ciudad Quesada
- Bisdom Limón
- Bisdom Puntarenas
- Bisdom San Isidro de El General
- Bisdom Tilarán-Liberia

## Geschiedenis
Het aartsbisdom werd opgericht op 28 februari 1850, als bisdom San José de Costa Rica, uit delen van het bisdom Nicaragua, en was suffragaan aan het aartsbisdom Guatemala. Op 16 februari 1921 werd het verheven tot metropolitaan aartsbisdom. 

## Parochies
Het aartsbisdom had in 2020 een oppervlakte van 2.686 km2 en telde 2.138.345 inwoners waarvan 71,1% rooms-katholiek was.

## Ordinarii

### Bisschoppen
- Joachim Anselmo Llorente y La Fuente (10 april 1851 - 23 september 1871)
- Bernardo Agusto Thiel Hoffman (27 februari 1880 - 9 september 1901)
- Juan Gaspar Stork (1 juni 1904 - 12 december 1920)

### Aartsbisschoppen
- Rafael Otón Castro y Jiménez (10 maart 1921 - 14 december 1939)
- Víctor Manuel Sanabria y Martínez (7 maart 1940 - 8 juni 1952)
- Rubén Odio Herrera (31 oktober 1952 - 21 augustus 1959)
- Carlos Humberto Rodríguez Quirós (5 mei 1960 - 24 maart 1979)
  - Ignacio Nazareno Trejos Picado (hulpbisschop: 5 januari 1968 - 19 december 1974)
  - Enrique Bolaños Quesada (apostolisch administrator: 20 maart 1978 - 2 juli 1979)
- Román Arrieta Villalobos (2 juli 1979 - 13 juli 2002)
  - Antonio Troyo Calderón (hulpbisschop: 27 augustus 1979 - 13 juli 2002)
- Hugo Barrantes Ureña (13 juli 2002 - 4 juli 2013)
- José Rafael Quirós Quirós (4 juli 2013 - heden)
  - Daniel Francisco Blanco Méndez (hulpbisschop: 28 november 2017 - heden)